# ニセコ羊蹄コロッケ定食
ニセコ羊蹄コロッケ定食（ニセコようていコロッケていしょく）は、北海道のニセコ羊蹄地域で販売されているご当地料理である。

## 概要
北海道じゃらんと羊蹄山麓広域商工会青年部女性部が地域の特産品であるジャガイモで作ったコロッケを添えた定食を新しいご当地グルメとして開発し、PRをはじめた。提供店には下記ルールの義務付けをしている。
- 名称は「ニセコ羊蹄コロッケ定食」とする
- コロッケの主原料はニセコ羊蹄エリア産とし、手づくりとする
- 単品メニューではなく、コロッケをメインとした定食（セット）メニューとする
- コロッケ以外のメニューもなるべくニセコ羊蹄エリア産の素材にこだわる
- ニセコ羊蹄、あるいは地元をモチーフとした演出とする
- 米、小麦を使用する場合は、必ず北海道産とする
- 料理コンセプト、産地、原料名、調理方法、特色などをメニューに明記する
- 料金は税込1,000円以下とする